# لول هام
لول هام روستایی است از توابع بخش نازلو و در شهرستان ارومیه استان آذربایجان غربی ایران.

## جمعیت
این روستا در دهستان نازلوی شمالی قرار داشته و بر اساس سرشماری سال ۱۳۸۵ جمعیت آن ۶۷۵ نفر (۱۹۶ خانوار)
بوده‌است.